# Feels like I'm Falling in Love
Feels like I'm Falling in Love è un singolo del gruppo musicale britannico Coldplay, pubblicato il 21 giugno 2024 come primo estratto dal decimo album in studio Moon Music.
È stato candidato come canzone dell'anno ai BRIT Awards 2025.

## Descrizione
Il brano è stato scritto dai membri del gruppo e prodotto da Max Martin, Oscar Holter, Bill Rahko, Daniel Green e Michael Ilbert.

## Promozione
Il 13 giugno 2024 i Coldplay hanno annunciato attraverso i loro social media che l'uscita del singolo sarebbe avvenuta il 21 dello stesso mese. Il 16 giugno, durante la tappa del Music of the Spheres World Tour a Budapest, il gruppo ha eseguito il brano per la prima volta in pubblico.

## Video musicale
Il video è stato girato presso l'Odeo di Erode Attico ad Atene, in Grecia.

## Tracce
Testi e musiche di Guy Berryman, Jonny Buckland, Will Champion, Chris Martin, Apple Martin, Max Martin, Tim Rutili, Jon Hopkins, Bill Rahko, Daniel Green, Michael Ilbert e Oscar Holter.
Download digitale
1. Feels like I'm Falling in Love – 3:57

Download digitale – remix
1. Feels like I'm Falling in Love (Zerb x Coldplay) – 3:56

## Classifiche

### Classifiche settimanali
| Classifica (2024-25) | Posizione massima |
| -------------------- | ----------------- |
| Australia            | 54                |
| Austria              | 3                 |
| Belgio (Fiandre)     | 6                 |
| Belgio (Vallonia)    | 6                 |
| Canada               | 82                |
| Emirati Arabi Uniti  | 19                |
| Estonia              | 2                 |
| Finlandia            | 34                |
| Francia              | 66                |
| Germania             | 31                |
| Grecia               | 23                |
| Irlanda              | 17                |
| Islanda              | 36                |
| Italia               | 80                |
| Libano               | 3                 |
| Lituania             | 37                |
| Norvegia             | 36                |
| Paesi Bassi          | 28                |
| Portogallo           | 83                |
| Regno Unito          | 16                |
| Stati Uniti          | 81                |
| Svezia               | 73                |
| Svizzera             | 19                |

### Classifiche di fine anno
| Classifica (2024) | Posizione |
| ----------------- | --------- |
| Estonia           | 19        |
| Islanda           | 78        |